# Anorostoma cinereum
Anorostoma cinereum är en tvåvingeart som beskrevs av Charles Howard Curran 1932. Anorostoma cinereum ingår i släktet Anorostoma och familjen myllflugor.
Artens utbredningsområde är Washington. Inga underarter finns listade i Catalogue of Life.